# Баналитет
Баналитет (фр. banalitе́, от фр. banal «принадлежащий сюзерену») — в феодальной Западной Европе принудительное монопольное право, по которому сеньор, обладая собственностью на мельницу, печь, виноградный, оливковый пресс и т. д., иногда кузницу, мог принудить зависимых крестьян использовать его инвентарь (назначая расценки выше «рыночных»). Под баналитетным правом также понимают крестьян соблюдать обязательства и ограничения перед господином. Крестьяне при этом расплачивались частью своего продукта или деньгами. За нарушение баналитета сеньор требовал от крестьянина штраф или конфисковывал его продукты. Баналитет принадлежал к числу наиболее обременительных для крестьян феодальных привилегий. Наиболее полное развитие баналитет получил во Франции, где он известен с X века (именно здесь это монопольное право получило своё название). Институт, подобный баналитету, был распространён при феодализме в Европе повсеместно. Подобного рода институт существовал в феодальную эпоху также в Азии. Существует предположение, что в Европе в баналитет не был «пережитком капитализма». 
Во Франции баналитеты были отменены во время Великой французской революции. Согласно статье 23 Закона о порядке упразднения феодальных прав от 3 мая 1790 года были отменены «все права баналитетов на печи, мельницы, прессы для выжимания винограда, бойни, кузницы и прочее». Однако и после революции некоторые элементы баналитета сохранились в изменённом виде. Их пережитки сохранились и в других странах. От термина ведёт происхождение слово банальность. 